# アートネイチャー
株式会社アートネイチャーは、かつら販売の日本企業。かつらの他、各種毛髪製品（かつら・増毛・育毛）の製造・販売を行っている。

## 概要
日本国内の毛髪製品市場ではアデランスと並ぶ大手。かつら製品の「ヘア・フォーライフ」では生え際のうぶ毛まで忠実に再現するなど、高い技術力を持った製品を製造している。女性向けかつらには「レディースアートネイチャー」を展開しており、オーダーメイドウィッグ「フリーディア」や、増毛サービス「ビューティアップ」、育毛コース等の展開を行う。毛髪製品の販売以外には、映画・ドラマ撮影用かつらの提供を行う。このほか社会奉仕活動として、病気や事故による脱毛に悩む子ども向けかつらの無償支援を行っている。

## 沿革
- 1965年4月 - 製薬会社の営業社員だった阿久津三郎（1937年3月13日～1995年7月19日）が創業。
- 1967年6月 - 会社を設立。
- 2007年2月 - ジャスダックに上場。
- 2013年12月 - 東京証券取引所第一部に市場変更。
- 2015年 - 創業50周年。
- 2023年10月 - 東京証券取引所スタンダード市場へ市場変更。

## サービスと歴史
- 1984年 - 増毛法「マープ」完成。
- 2005年 - 女性用ウィッグ「セレア」を発売。
- 2005年 - 新育毛システム「スカルプ・ヘアケアシステム」を発表。
- 2007年 - 株式会社カイゲンとの共同開発によるサプリメント「King of Konbu R」発売。
- 2007年 - 新育毛「スカルプ・ヘアケアシステム 活発毛プログラム」発表。
- 2008年 - レディースファッションウィッグ「ジュリア・オージェ(Jullia Olger）」発売。
- 2009年 - 女性用ウィッグの新ブランド「プリマドンナ」発売。
- 2010年 - 女性用ウィッグ「ヌードファイン」発売。
- 2010年 - 「ヘア･フォーライフ NUDA（ヌーダ）」発売。
- 2013年 - シャンプー・コンディショナー・育毛剤「LABOMO」ブランド（スカルプアロマシリーズ）発売。東京証券取引所市場第一部に市場変更。
- 2014年 - 海外生産子会社　ARTNATURE（CAMBODIA）INC.を設立。女性用オーダーメイドウィッグ「フォルテ」発売。
- 2015年 - 新増毛商品「ラピーダロイヤル」発売。
- 2016年 - 新増毛商品「ラピーダ レヴォ」発売。
- 2017年 - 国家公務員共済組合連合会 虎の門病院（東京都港区）内に「ヘアサロンアンクス（ANCS）虎の門病院店」を出店。

## 広報・宣伝

### 現在
- 渡部篤郎「HAIR UNION」
- 風間俊介「ちょっとプラス体験」
- 浜野謙太「ちょっとプラス体験」
- 前野朋哉「ちょっとプラス体験」
- 森山良子「レディースアートネイチャー」
- 清水ミチコ「レディースアートネイチャー」
- 浅田美代子「レディースアートネイチャー」

#### 過去に出演した人物
- 横峯良郎
- 横峯さくら
- 高木豊
- 小林麻央
- 小阪由佳
- 原幹恵
- 中野浩一
- ビジーフォースペシャル
- 白石正三
- 錦野旦
- 矢部美穂
- 加賀まりこ
- さとう珠緒
- 丸山茂樹
- 輪島功一
- 高野浩和
- 宝田明
- 衣笠祥雄
- 大野しげひさ
- 具志堅用高
- 寺田陽次郎
- 乙葉
- 鋤柄昌宏
- 金田正一
- 倉持明
- 大橋巨泉
- 桑野信義
- 大場久美子
- 上岡紘子
- ロン・レインズ（米俳優）
- 前田美波里
- 石田裕子
- 川島なお美
- 吉本多香美
- 高部あい
- 中村静香
- リア・ディゾン
- 野沢雅子・中尾隆聖（マープマッハ）
- ダチョウ倶楽部
- 松平健
- 壇蜜
- 西田敏行
- 野際陽子
- 松坂慶子
- 石野真子
- 及川光博
- 磯山さやか
- 大島麻衣
- 木口亜矢

- 大塚寧々

- 城島茂
- 足立梨花
- トレンディエンジェル
- 風吹ジュン
- 林修
- キムラ緑子
- 吉川美代子
- 小島奈津子
- 木佐彩子
- ナイツ

### 提供番組

#### 現在
- バイキング （フジテレビ）13時台中盤ナショナルスポンサー。レディースアートネイチャー名義。
- ヒルナンデス! （日本テレビ系）※隔日・13時台中盤ナショナルスポンサー。レディースアートネイチャー名義。
- NEWS ZERO→news zero（日本テレビ系）※隔日・前半ナショナルスポンサー（ユニクロからの提供引き継ぎ）。
- 真相報道 バンキシャ!（日本テレビ系）
- サタデープラス（毎日放送制作・TBS系）※HH→9時台中盤ナショナルスポンサー
- TOTOジャパンクラシック（毎日放送制作・TBS系）
- カシオワールドオープンゴルフトーナメント（TBS系）
- 羽鳥慎一 モーニングショー（テレビ朝日系）※8時台後半ナショナルスポンサー。
- 徹子の部屋（テレビ朝日系）※毎週木曜（2018年12月から提供）、過去に提供していた事があり現在、同業者のアデランスが月・水・金曜にはウィッグ・ユキがスポンサーとなっている。※レディースアートネイチャー名義
- ワイド!スクランブル 第2部（テレビ朝日系）※月 - 水曜・後半ナショナルスポンサー、木曜・前半ナショナルスポンサー。
- 上沼恵美子のおしゃべりクッキング（朝日放送テレビ制作・テレビ朝日系）※レディースアートネイチャー名義
- 朝だ!生です旅サラダ（朝日放送テレビ制作・テレビ朝日系）※後半ナショナルスポンサー。
- ワールドビジネスサテライト（テレビ東京系）※隔日・中盤ナショナルスポンサー。
- DRAMATIC BASEBALL（BS日テレ）

#### 過去
- 木曜ゴールデンドラマ（読売テレビ）
- 情報プレゼンター とくダネ! （フジテレビ）※月 - 水曜・金曜9時台前半ナショナルスポンサー、レディースアートネイチャー名義、後半ナショナルスポンサーには同業者のアデランスも提供。
- スッキリ（日本テレビ）※毎週木曜9時台後半ナショナルスポンサー。レディースアートネイチャー名義。その後チューリッヒ保険会社と提供交代。
- 解決!ナイナイアンサー（日本テレビ）
- AKBINGO!（日本テレビ）
- 嗚呼!バラ色の珍生!!（日本テレビ）
- どっちの料理ショー（読売テレビ）
- ダウンタウンDX（読売テレビ）
- 謎を解け!まさかのミステリー→金曜スーパープライム（日本テレビ）
- 満天☆青空レストラン（日本テレビ）
- キン肉マン（日本テレビ）
- 行列のできる法律相談所（日本テレビ）
- 水曜劇場（TBS）
- がっちりマンデー!!（TBS）
- NEWS23→news23（TBS系）※隔日・前半ナショナルスポンサー。
- めざましテレビ（フジテレビ）
- FNNスピーク（フジテレビ）
- ネプリーグ（フジテレビ）
- 火曜ワイドスペシャル（フジテレビ）
- にじいろジーン（関西テレビ制作・フジテレビ系）※レディースアートネイチャー名義
- 笑っていいとも!増刊号（フジテレビ）
- 爆笑レッドカーペット（フジテレビ）（日曜20時枠時代）
- バイキング（フジテレビ）※後半ナショナルスポンサー。
- スーパーモーニング → 情報満載ライブショー モーニングバード!（テレビ朝日）
- もしものシミュレーションバラエティー お試しかっ!（テレビ朝日）
- ビートたけしのTVタックル（テレビ朝日） ※競合企業のリーブ21もスポンサーとなっていたため、前半又は後半のみの提供となっていた。両社が同時に提供クレジットに入ることを避けるため、30分ほど経過したときに両社を入れ替えるクレジットが出ていた。
- 報道ステーション（テレビ朝日、毎週月曜日）
- テレビ朝日水曜21時枠刑事ドラマ（テレビ朝日）
- Oh!どや顔サミット（朝日放送）
- GIRLS A GOGO!（テレビ朝日）
- 砂羽と可奈子があの街の美味しいギャップ大発見!だけど食堂 → ペットの王国 ワンだランド（テレビ朝日）
- 新婚さんいらっしゃい!（朝日放送）
- 日曜洋画劇場（テレビ朝日）
- フィギュアスケート・グランプリシリーズ世界一決定戦（テレビ朝日、2009年～2011年）
- 日本!食紀行（民間放送教育協会）
- ありえへん∞世界（テレビ東京）
- 熱闘!ゴルフ向上委員会（テレビ東京）
- 出没!アド街ック天国（テレビ東京）
- 開運!なんでも鑑定団（テレビ北海道）
- アートネイチャースペシャル・電撃黒潮隊（RKB毎日放送・テレビ山口・長崎放送・熊本放送・大分放送・宮崎放送・南日本放送・琉球放送）

## その他
- ドラマ『スクール☆ウォーズ』のイソップ役で出演していた高野浩和が、同社の社員として勤務している。
- テレビ・映画・舞台などの芸能分野にも進出しており、ヘアメイク及び特殊メイクの実績がある。映画「バルトの楽園」では、主演の松平健の髭にアートネイチャーの技術が使用されている事をCMで紹介した。
- プロボクサーの横田広明は、かつて同社で支店長を務めていた。また白井・具志堅スポーツジムオープン時点のメインスポンサーであった。
- 過去の経営者に姜琪東（現在は株式会社文學の森代表取締役・現代俳句協会会員）がいる。
- かつて札幌市に本社を置いていた「エーアンドネイチャー」は、元社員が設立した会社であったが、アートネイチャーから不正に持ち出した顧客情報を使って営業を行っており不正競争防止法違反であるとして、アートネイチャー北海道が営業差し止めを求める仮処分申請を行った。1994年（平成6年）2月、札幌地裁はこの申請を認める決定を行った[2][要出典]。
- 2010年の福岡国際マラソン、2013年の別府大分毎日マラソンの協賛社である。また、各社扱いであるが2012年に防府読売マラソンに中継スポンサーとして提供している。
- このほか、不定期ではあるがフィギュアスケート公式大会にリンクスポンサー・中継スポンサーとして名を連ねることがある。